# Кетемерешть
Кетемерешть, Кетемерешті (рум. Cătămărești) — село у повіті Ботошані в Румунії. Входить до складу комуни Міхай-Емінеску.
Село розташоване на відстані 370 км на північ від Бухареста, 7 км на захід від Ботошань, 101 км на північний захід від Ясс.

## Населення
За даними перепису населення 2002 року у селі проживали 624 особи, усі — румуни. Усі жителі села рідною мовою назвали румунську.